# نادي العدالة موسم 2013–14
موسم 2013–14 هو الموسم الثلاثين في تاريخ نادي العدالة، وشارك فيه بدوري الدرجة الثالثة السعودي، لعب 8 مباريات، في دور 32 ثم دور 16 ثم دور المجموعات ويحل في المركز الثاني في مجموعته ليلعب في مباراة تحديد المركزين الثالث والرابع ويخسر من نادي وج ويضمن صعوده إلى الدرجة الثانية، حيث انتصر في 3 مباريات وتعادل في 3 مباريات وخسر في مباراتين.

## مسيرة النادي موسم 2013–14
لعب النادي مباراته الأولى في (دور الـ 32) من دوري الدرجة الثالثة مع نادي الجبيل على أرضه وانتصر فيها وتعادل معه في مباراة الإياب ليتأهل إلى (دور الـ 16) ليلعب مع نادي عرعر ويخسر في مباراة الذهاب خارج أرضه ولكنه يقلب النتيجة في أرضه إياباً ليفوز ويتأهل إلى دور المجموعات التأهيلية إلى مصاف أندية الدرجة الثانية السعودي، بعد القرعة يتم وضع نادي العدالة في المجموعة ب وهي مجموعات تجمع من مرحلة واحدة تلعب على ملعب محايد، يتعادل نادي العدالة في المباراة الأولى مع نادي التوباد في الجولة الأولى ومن ثم يتعادل في الجولة الثانية مع نادي التقدم لتكون مباراته الأخيرة هي المباراة الحاسمة مع متصدر المجموعة نادي الساحل ويتغلب عليه بنتيجة (2-1) تؤهله لينتقل إلى دوري الدرجة الثانية السعودي ولكنه قبل ذلك يلعب مباراة تحديد المركز الثالث مع نادي وج التي يخسرها ليحل في المركز الرابع ويتأهل برفقته.

## ترتيب المجموعة الثانية في الدرجة الثالثة السعودي 2013-14
جدول الترتيب:
| المركز | الفريق  | لعب | فاز | تعادل | خسر | له | عليه | فارق الأهداف | نقاط | تأهل أو هبط                          |
| ------ | ------- | --- | --- | ----- | --- | -- | ---- | ------------ | ---- | ------------------------------------ |
| 1      | الساحل  | 3   | 2   | 0     | 1   | 5  | 3    | 2            | 6    | ترقى إلى دوري الدرجة الثانية السعودي |
| 2      | العدالة | 3   | 1   | 2     | 0   | 2  | 1    | 1            | 5    | ترقى إلى دوري الدرجة الثانية السعودي |
| 3      | التقدم  | 3   | 0   | 2     | 1   | 1  | 2    | -1           | 2    |                                      |
| 4      | التوباد | 3   | 0   | 2     | 1   | 2  | 4    | -2           | 2    |                                      |

## قائمة المباريات
هذه قائمةٌ بمباريات نادي العدالة في موسمهِ الكرويّ 2013–14 في دوري الدرجة الثالثة السعودي:
| 21 فبراير 2014 دور 32 | العدالة | 1 – 0 | الجبيل | الأحساء                              |
| 14:30                 |         |       |        | الملعب: ملعب الأمير عبد الله بن جلوي |

| 28 فبراير 2014 دور 32 | الجبيل | 1 – 1 | العدالة | الجبيل              |
| 14:30                 |        |       |         | الملعب: ملعب الجبيل |

| 8 مارس 2014 دور 16 | عرعر | 1 – 0 | العدالة | عرعر                                  |
| 15:00              |      |       |         | الملعب: مدينة الأمير عبدالله بن مساعد |

| 16 مارس 2014 دور 16 | العدالة | 4 – 2 | عرعر | الأحساء                              |
| 15:00               |         |       |      | الملعب: ملعب الأمير عبد الله بن جلوي |

| 3 أبريل 2014 المجموعة 2 | العدالة | 0 – 0 | التوباد | الخبر                            |
| 17:10                   |         |       |         | الملعب: ملعب الأمير سعود بن جلوي |

| 6 أبريل 2014 المجموعة 2 | التقدم | 0 – 0 | العدالة | الخبر                            |
| 17:10                   |        |       |         | الملعب: ملعب الأمير سعود بن جلوي |

| 9 أبريل 2014 المجموعة 2 | العدالة | 2 – 1 | الساحل | الخبر                            |
| 17:10                   |         |       |        | الملعب: ملعب الأمير سعود بن جلوي |

| 11 أبريل 2014 تحديد المركز 3 | وج | 2 – 1 | العدالة | الخبر                            |
| 17:10                        |    |       |         | الملعب: ملعب الأمير سعود بن جلوي |

### إحصائيات
- خاض نادي العدالة 8 مباريات خلال مسيرته في الموسم سجّل خلالها 9 أهداف (بمعدل 1.12 في كلّ مباراة) بينما تلقّت شباكه 7 أهداف (بمعدل 0.88 في كل مباراة).